# Henuttaneb
Henuttaneb (tiếng Ai Cập: Hnw.t t3.w nbw) là một công chúa Ai Cập cổ đại sống vào thời kỳ Vương triều thứ 18. Tên gọi của công chúa có nghĩa là "Nữ chúa của mọi Vùng đất", cũng là một mỹ từ thường được sử dụng làm danh hiệu cho các vương hậu.

## Thân thế
Henuttaneb là một trong số những người con gái được biết đến rõ ràng của Pharaon Amenhotep III và vương hậu Tiye. Henuttaneb chắc chắn là em của Sitamun, con gái trưởng của cả hai, nhưng không rõ là vai chị hay em của Iset.
Henuttaneb được biết đến chủ yếu qua bức tượng lớn từ Medinet Habu, hiện đang được lưu giữ tại Bảo tàng Ai Cập (số hiệu JE33906). Bức tượng này được tạc từ đá nguyên khối khắc họa hình ảnh Amenhotep III và Tiye ngồi cạnh nhau. Đứng dưới họ là 3 người con gái, nhưng chỉ có một bức tượng tương đối còn nguyên vẹn ở giữa hai người, đó là tượng của Henuttaneb, còn Nebetah là tượng nhỏ (hư hỏng phần lớn) ở phía bên chân phải của Amenhotep và công chúa còn lại (bên trái Henuttaneb) không rõ tên.
Henuttaneb cũng xuất hiện trên một phù điêu cùng với Iset trong một ngôi đền ở Soleb, và cả hai cũng được nhắc đến trên một phiến đá carnelian (hiện lưu giữ tại Viện bảo tàng Mỹ thuật Metropolitan). Tên của Henuttaneb còn xuất hiện trên ba mảnh sứ khác.

## Vị trí trong vương thất

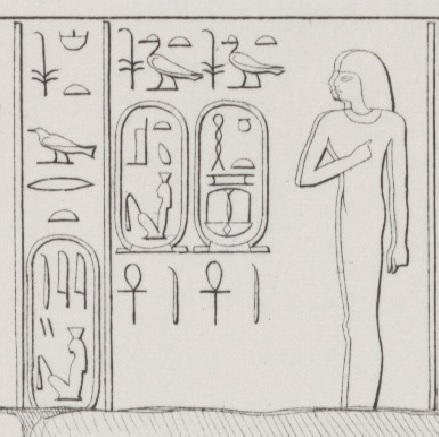
Iset và Henuttaneb tại đền Soleb, tên của họ được đóng khung cartouche

Ở bức tượng JE33906 và phiến đá carnelian, tên của Henuttaneb được đóng khung cartouche, một đặc quyền chỉ dành cho vua và hậu. Không những thế, tượng của Henuttaneb còn mô tả công chúa đang đội miện kền kền của bậc vương hậu nhưng không có biểu tượng uraeus như người mẹ Tiye. Cũng trên bức tượng này, Henuttaneb còn được gọi là "Bạn đời của Horus, nằm trong trái tim ông" vốn chỉ được ban cho các vương hậu, nhưng Henuttaneb lại là công chúa duy nhất nhận được danh hiệu này.
Do vậy, Henuttaneb có thể được tính là một trong số những người vợ của cha mình, Amenhotep III, mặc dù bà chưa từng được gọi với danh vị của một vương hậu như hai chị em Sitamun và Iset, những người cũng được phong làm Vương hậu Chánh cung của Amenhotep III.